# 誘導棒
誘導棒（ゆうどうぼう）は、交通整理や車両誘導等に使用される棒の一種。 
本来は「誘導棒」と「誘導灯」は別の商品であり、点灯機能の無いタイプの物は誘導棒であり、点灯機能の有るタイプの物は誘導灯と呼称するのが正確である。しかし"LED誘導棒" といった曖昧な名称で後発各社から販売されていくうちに両者の区別は非常に曖昧なものとなってしまっている。
- 交通誘導灯（こうつうゆうどうとう）や赤灯（あかとう）、合図灯（あいずとう[注 1]）、停止棒（ていしぼう）、停止合図灯（ていしあいずとう）などと雑多な名称で呼ばれることもある。
これに似た、路上で警察官が持っている赤と白の2色に塗り分けられた棒は、正確には誘導棒ではなく「指揮棒」や「停止棒」[2]と呼称するのが正しいが、使用する現場の者にまで正確な情報・啓蒙が普及していないため、これらもまとめて「誘導棒」と呼ばれてしまう場合がある。
- 英語では"Traffic Wand"と呼ばれる。また、警察官や交通誘導警備員などの間では、赤く細長い形状から「ニンジン」と俗称されることがある[3]。

## 誘導棒の構造
一般的な製品は全長約50cm程度であり、点灯機能は無い。持ち手と、その先に赤色や青色の反射材を巻いたスポンジ棒で構成されており、主に日中や夜間で光源がある場合に使用される。構造は単純であり、点灯機能のある「誘導灯」と比較すると軽量である。

## 誘導灯の構造

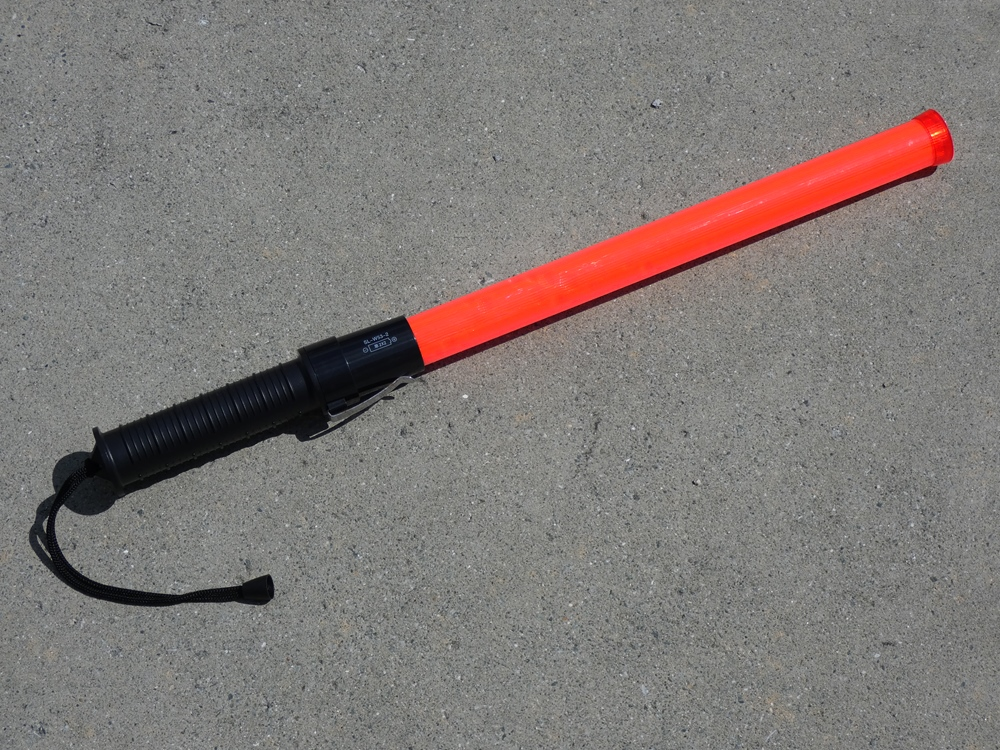
交通誘導灯

一般的な製品は全長約50cm程度であり、点灯機能がある。持ち手と、持ち手から伸びる透明または半透明なライト部分で構成されている。持ち手の部分に電池とスイッチを内蔵しており、スイッチを入れるとライト部分のLED電球など発光素子が光を発する事によって全方向から視認できる光が出るようになっている。2024年現在も300円程度でダイソー等の雑貨店でも販売されている。
多くの場合、ライト部分に赤色の素材や赤色発光ダイオードを使用するなどして、赤色の光を発する構造になっている。発光ダイオードの採用前は、懐中電灯の先に薄く赤いプラスチック製の棒が付いたような構造で、透けた光で赤く点灯するだけだったが、現在は点滅するタイプが主流となっており、緑色・青色に発光するもの、赤青と交互に点滅するものなどが存在する。
民生用と警察庁仕様では構造が異なり、警察庁仕様は市販されていない（警察用は手元にも白色灯が付随しており、夜間はこれで身分証や運転免許証を確認する）。

## 使用方法
交通警備#誘導方法　も参照。
誘導棒の振り方によって、誘導される車がどのように行動すればよいかを示すことができるため、交通整理や工事現場・駐車場等の車両誘導に使用されている。より視認性を重視する場合は、全長90cmの長いタイプを用いたり、同時に二本の誘導棒を使用することもある。鉄道の軌道付近での工事作業の場合、赤色誘導灯だと列車に緊急停止を促していると誤解されかねないため、緑や青の誘導灯を用いる。誘導を行うにあたっては一台一台の車両に向かってハッキリと判りやすい合図を行うことが最も重要で、二輪車やトラックといった車種で異なる運転席の高さにも注意する必要がある。交通誘導を行なう警備会社では、警務職の初任研修での必修項目である。
交通誘導の用途以外では、アイドルの親衛隊がコンサート会場等で使用したり、その外見が酷似していることから、しばしばライトセーバーやビームサーベルになぞらえられたり、それらに見立てて遊ぶ光景も見られる。